# 말레이시아-조선민주주의인민공화국 관계
말레이시아-조선민주주의인민공화국 관계(말레이어: Hubungan Korea Utara–Malaysia)는 말레이시아와 조선민주주의인민공화국 간의 외교 관계를 일컫는다. 말레이시아는 과거에 평양에 주조 말레이시아 대사관을 두고 있었고, 조선민주주의인민공화국은 과거에 쿠알라룸푸르에 주말레이시아 조선민주주의인민공화국 대사관을 두고 있었다.
양국은 1973년 수교한 이래 비교적 원만한 관계를 유지하고 있었으나, 2017년 초 말레이시아 쿠알라룸푸르 국제공항에서 조선민주주의인민공화국 국적자들의 조직적인 공작 하에 김정남이 신경독인 VX로 암살당하자, 관계가 급속도로 악화되었다. 말레이시아와 조선민주주의인민공화국은 2018년부터 양국 관계 정상화를 추진했으나, 2021년을 기해 단절되었다.

## 역사
양국은 1973년 6월 30일 최초로 수교를 맺었다. 이는 조선민주주의인민공화국이 개발도상국들과의 연대를 강화하기 위한 정책의 일환으로 실현된 것이다. 2003년에는 양국 간에 정식으로 대사관이 세워졌으며, 2009년에는 양국민이 비자 없이 서로 자유롭게 왕래할 수 있도록 무비자 협정이 맺어졌다.

### 김정남 암살 사건
2017년 2월 13일 조선민주주의인민공화국 최고지도자인 김정은의 이복형인 김정남이 조선민주주의인민공화국 국적자들의 공작으로 인해 말레이시아 영토 내에서 암살당하는 사건이 일어나자, 양국의 관계는 급격히 악화되어 단교 위기에 직면했다. 2017년 3월 4일에는 말레이시아 정부가 강철 말레이시아 주재 조선민주주의인민공화국 대사를 기피 인물로 지정하고 추방하라는 명령을 내렸으며, 3월 6일에는 말레이시아 정부가 조선민주주의인민공화국과의 비자 면제 협정을 파기하기로 결정했다. 이에 조선민주주의인민공화국 정부는 2017년 3월 5일에 모하맛 니잔 조선민주주의인민공화국 주재 말레이시아 대사를 기피 인물로 지정하여 추방시키는 한편, 대사관 직원들과 가족들을 인질로 잡고 출국을 금지하면서 맞대응했다.
말레이시아 정부는 김정남의 시신과 조선민주주의인민공화국 출신 용의자들의 신병을 조선민주주의인민공화국에 인도했으나, 말레이시아에서는 '정부의 저자세 외교'라는 비판을 받았다. 또한 2017년 9월 28일에는 말레이시아 정부가 조선민주주의인민공화국의 연이은 미사일 발사와 관련된 한반도의 정세 불안을 이유로 자국민들의 조선민주주의인민공화국 방문을 금지하는 명령을 내렸다. 이처럼 말레이시아와 조선민주주의인민공화국 모두 후임 대사의 파견을 거부하면서 양국 간의 외교 공관은 사실상 폐쇄되었다.

### 단교 관련
마하티르 빈 모하맛 말레이시아 총리는 2018년 6월 12일에 싱가포르에서 열린 2018년 북미정상회담이 한반도와 전 세계에 큰 이익을 가져올 것이며 외교 분쟁 해결에 긍정적인 영향을 줄 것이라고 밝혔다. 또한 마하티르 말레이시아 총리는 2018년 11월 15일에 싱가포르에서 열린 동아시아 정상 회의 기념 연설을 통해 "북한에 대한 보상을 이루는 조건으로 국제 사회의 대북한 제재 가운데 일부를 줄여야 한다."고 지적했다.
2019년 10월 25일에는 최룡해 조선민주주의인민공화국 최고인민회의 상임위원장이 아제르바이잔 바쿠에서 열린 제18차 비동맹 회의에서 마하티르 말레이시아 총리를 만나면서 양국 관계 정상화 방안을 논의했다. 하지만 2020년에 아시아에서 일어난 코로나19 범유행의 여파로 인하여 이러한 계획은 흐지부지되었다. 설상가상으로 말레이시아 당국은 2019년 5월 14일에 미국 정부의 요청을 받고 싱가포르 등에서 활동하던 조선민주주의인민공화국 출신의 사업가인 문철명을 불법 자금 세탁, 사치품 수출을 통해 유엔과 미국의 대북한 제재를 위반한 혐의로 체포했다. 2019년 12월 13일에는 말레이시아 고등법원이 문철명을 미국으로 송환하는 결정을 승인했으며, 2021년 3월 17일에는 말레이시아 연방법원이 이러한 결정을 최종 확정했다.
조선민주주의인민공화국 외무성은 2021년 3월 19일에 조선중앙통신이 공개한 공식 성명을 통해 말레이시아 정부가 미국의 대조선(북한) 적대 정책에 동조하여 무고한 조선민주주의인민공화국 공민을 범죄자로 매도하고 강압적으로 미국에 인도하는 용납할 수 없는 범죄 행위를 자행했다며 말레이시아와의 외교 관계 단절을 선언했다. 말레이시아 외무부는 공식 성명을 통해 조선민주주의인민공화국 정부의 결정에 대해 깊은 유감을 표시한다고 밝히면서 주말레이시아 조선민주주의인민공화국 대사관 측에 48시간 이내에 철수하라는 명령을 내렸다. 또한 평양에 있던 주조선민주주의인민공화국 말레이시아 대사관도 48시간 이내에 철수한다는 명령을 내렸다. 이에 따라 양국이 설치한 대사관 모두 폐쇄되면서 평양직할시, 쿠알라룸푸르에 서로 설치한 상주 공관도 사실상 닫은 상태로 드러나고 있다.

## 같이 보기
- 대한민국-말레이시아 관계